# توكوا، كولون
توكوا، كولون هي مدينة، في هندوراس، تقع في إدارة كولون، بلغ عدد سكانها 46,900 نسمة.

## أعلام
- جوناتان باز
- سيرجيو بينيا
- دييغو رييس ساندوفال